# Calamus beccarii
Calamus beccarii är en enhjärtbladig växtart som beskrevs av Andrew James Henderson. Calamus beccarii ingår i släktet Calamus och familjen Arecaceae. Inga underarter finns listade i Catalogue of Life.